# Інцидент Вела
47° пд. ш. 40° сх. д. / 47° пд. ш. 40° сх. д.

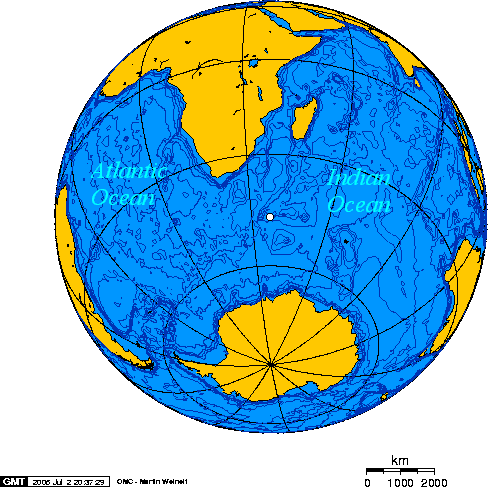
Географічна проєкція на місце Інциденту Вела

Інцидент Вела (іноді називається Південно-Атлантичний проблиск) — серія світлових сплесків, характерних для ядерного вибуху заряду потужністю 2-3 кілотонни в Південній Атлантиці, зареєстрована 22 вересня 1979 року американським супутником «Vela».
Супутник «Вела» був розроблений спеціально для фіксації ядерних випробувань під час холодної війни.
Існують підозри, що це міг бути спільний проєкт ПАР та Ізраїлю з випробувань ядерної зброї.
Також є версія, що спалах пов'язаний з падінням великого метеорита.

## Історія інциденту та розслідування
22 вересня 1979 року американський розвідувальний супутник VELA 6911, розроблений спеціально для фіксації ядерних випробувань, зареєстрував два яскравих спалахи в південній частині Атлантичного океану, які зазвичай супроводжували невеликий атмосферний ядерний вибух потужністю від двох до трьох кілотонн. Усі 41 попередні подвійні спалахи, зафіксовані супутниками «Вела», згодом були підтверджені саме як ядерні випробувальні вибухи. Вранці 22 вересня 1979 року радіотелескоп у Пуерто-Рико виявив аномальну іоносферну хвилю, яка рухалася з південного сходу на північний захід. Аналогічні події раніше вченими не спостерігалися.
Американська морська дослідна лабораторія на підставі своєї 300-сторінкової доповіді (де були підсумовані, зокрема, і гідроакустичні відомості), зробила висновок, що це був саме ядерний вибух, проведений у районі островів Принс-Едуард.
Деякі фахівці, однак, не вважали отримані відомості характерними для ядерних випробувань і припустили, що причиною спалахів міг стати удар мініатюрного метеорита по пристроях супутника. Не виключено, що цей «подвійний спалах» цілком міг бути просто хибним сигналом застарілих детекторів супутника. Попри неодноразові прольоти через цю область спеціальних літаків ВПС США не було виявлено слідів радіоактивного пилу, характерного для всіх ядерних випробувань. Проте, низький вміст радіоактивного йоду-131 було виявлено в овець в австралійських штатах Вікторія і Тасманія.
Якщо ж вибух справді мав місце, то він міг статися в колі діаметром 4800 кілометрів, до якого входить частина Індійського океану, південна частина Атлантичного океану, південна частина Африки та невелика частина Антарктиди.
1979 року деякі фахівці вважали, що зафіксовані спалахи були частиною радянської програми випробувань ядерної зброї, що таємно проводилася в порушення договору 1963 року про часткову заборону ядерних випробувань[джерело?].
Задовго до цього інциденту американське розвідувальне співтовариство зробило доповідь, в якій припускало наявність в Ізраїлю власної ядерної зброї. За даними журналіста Саймура Херша зареєстровані спалахи були третіми зі спільних ізраїльсько-південноафриканських ядерних випробувань в Індійському океані. На його думку, в районі події були присутні два військові судна Армії оборони Ізраїлю і велика кількість військових і ядерних експертів. Він вважає, що адміністрація США свідомо приховала від громадськості факт випробувань, щоб не ускладнювати відносини з Південною Африкою[джерело?].
Сама ж Південна Африка першою потрапляла під підозру. По-перше, вона мала власну програму створення ядерної зброї, а по-друге, вона розташовувалася в тому географічному регіоні. Проте, ПАР підписувала договір про часткову заборону ядерних випробувань в 1963 році, а після повалення режиму апартеїду розкрила велику частину інформації про свою ядерну програму. На підставі даних документів Міжнародне агентство з атомної енергії зробило висновок, що Південна Африка не мала можливості побудувати ядерну бомбу до 1979 року.
Також були підозри й щодо Індії. Ця країна провела свої перші ядерні випробування 1974 року (операція «Усміхнений Будда») і могла проводити випробування з використанням засобів доставки ядерної зброї.
Деякі фахівці вважали, що «Інцидент Вела» міг бути пов'язаний із французькою ядерною програмою. Хоча місце події й розташовувалося досить далеко від традиційних місць французьких ядерних випробувань, але французи могли випробувати невелику нейтронну бомбу або тактичну ядерну зброю.
У 1994 році колишній командир південноафриканських ВМФ Дітер Герхардт, засуджений 1983 року як радянський шпигун, заявив, що хоча він сам і не брав безпосередньої участі в плануванні та проведенні цієї операції, проте знав, що ці спалахи були саме результатом спільного ізраїльсько-південноафриканського ядерного випробування під кодовою назвою «Операція Фенікс». Вибух був задуманий як дуже чистий, однак погода, що раптово змінилася, дозволила американському супутнику виявити факт випробування. На додаток, він стверджував, що між представниками СРСР і США в 1978 році відбулася зустріч, присвячена ядерній програмі ПАР, і Радянський Союз запропонував завдати попереджувального ядерного удару по Пеліндабскому заводу, що був основою ядерної програми ПАР[джерело?].
20 квітня 1997 року ізраїльська газета «Хааретц» процитувала заступника міністра закордонних справ Південної Африки Азіза Пахада, який нібито підтверджував належність «подвійного спалаху» до південноафриканських ядерних випробувань. «Хааретц» писав, що в минулому Ізраїль закупив у Південній Африці близько 550 тонн урану для своєї атомної електростанції в Дімоні. В обмін на це Ізраїль надав ПАР матеріали з розробки ядерної зброї.